# Anna Wysokińska
Anna Wysokińska (* 17. Juni 1987 in Breslau, geborene Anna Baranowska) ist eine ehemalige polnische Handballspielerin, die dem Kader der polnischen Nationalmannschaft angehörte.

## Karriere

### Im Verein
Anna Wysokińska begann das Handballspielen beim polnischen Verein MKS Vitaral Jelfa Jelenia Góra und schloss sich im Jahre 2003 SMS Gliwice an. 2006 wechselte die Torhüterin zum Stettiner Verein KS Łącznościowiec Poczta Polska Szczecin. Nachdem KS Łącznościowiec unter Finanzproblemen litt, schloss sie sich 2009 SPR Lublin an. Mit Lublin gewann Wysokińska 2010 die polnische Meisterschaft und errang 2010 sowie 2012 den polnischen Pokal.
Wysokińska unterschrieb im Sommer 2012 einen Dreijahresvertrag beim deutschen Zweitligisten SV Union Halle-Neustadt. Eine Spielzeit später verließ sie vorzeitig Halle und schloss sich dem Bundesligaaufsteiger SG BBM Bietigheim an. Ab der Saison 2015/16 spielte sie für den türkischen Verein Ankara Yenimahalle. Im Sommer 2017 beendete sie ihre Karriere. Wysokińska übernahm später das Torwarttraineramt bei der TGS Pforzheim.

### In der Nationalmannschaft
Anna Wysokińska bestritt bis Dezember 2015 insgesamt 47 Länderspiele für die polnische Nationalmannschaft. Mit der polnischen Auswahl nahm die Torhüterin an der Weltmeisterschaft 2013 in Serbien teil, bei der sie den vierten Platz belegte. Während des Turniers parierte sie 48 von 157 Torwürfen.

## Privates
Anna Wysokińska ist seit 2013 verheiratet. Ihre jüngere Schwester Aleksandra Baranowska spielte Handball in der 2. Bundesliga beim BSV Sachsen Zwickau, wo sie ebenfalls das Tor hütet.